# Alexandra da Dinamarca
Alexandra da Dinamarca (nome completo: Alexandra Carolina Maria Carlota Luísa Júlia; Copenhaga, 1 de dezembro de 1844 — Sandringham, 20 de novembro de 1925) foi Rainha do Reino Unido e dos Domínios Britânicos, e Imperatriz da Índia, de 22 de janeiro de 1901 a 6 de maio de 1910 como esposa do rei-imperador Eduardo VII.
A família de Alexandra era relativamente desconhecida até o seu pai, o príncipe Cristiano de Eslésvico-Holsácia-Sonderburgo-Glucksburgo, ser escolhido para suceder ao seu primo distante, o rei Frederico VII da Dinamarca. Aos dezesseis anos, a princesa foi escolhida para futura esposa de Alberto Eduardo, Príncipe de Gales, herdeiro da rainha Vitória do Reino Unido, tendo contraído matrimónio dezoito meses depois, em 1863, o mesmo ano em que o seu pai se tornou rei da Dinamarca e o seu irmão foi escolhido para se tornar rei da Grécia. Alexandra foi princesa de Gales entre 1863 e 1901, sendo até hoje a pessoa que mais tempo deteve este título. Tornou-se geralmente popular e o seu estilo e porte foram imitados por quase todas as mulheres britânicas da época. Apesar de ser excluída de qualquer actividade política, a princesa tentou sem sucesso influenciar alguns ministros britânicos e a família do marido a favor de interesses gregos e dinamarqueses. As suas funções de estado limitavam-se a trabalhos de caridade que não causassem demasiado escândalo.
Após a morte da rainha Vitória em 1901, o seu marido tornou-se o rei Eduardo VII, imperador da Índia e Alexandra passou a ser a sua rainha e imperatriz consorte. Desde a morte de Eduardo em 1910 até sua própria morte, foi rainha-mãe do Reino Unido, sendo mãe do rei Jorge V. Não confiava no seu sobrinho, o imperador Guilherme II da Alemanha e deu total apoio ao seu filho durante a Primeira Guerra Mundial que colocou a Grã-Bretanha contra o Império Alemão.

## Família e infância

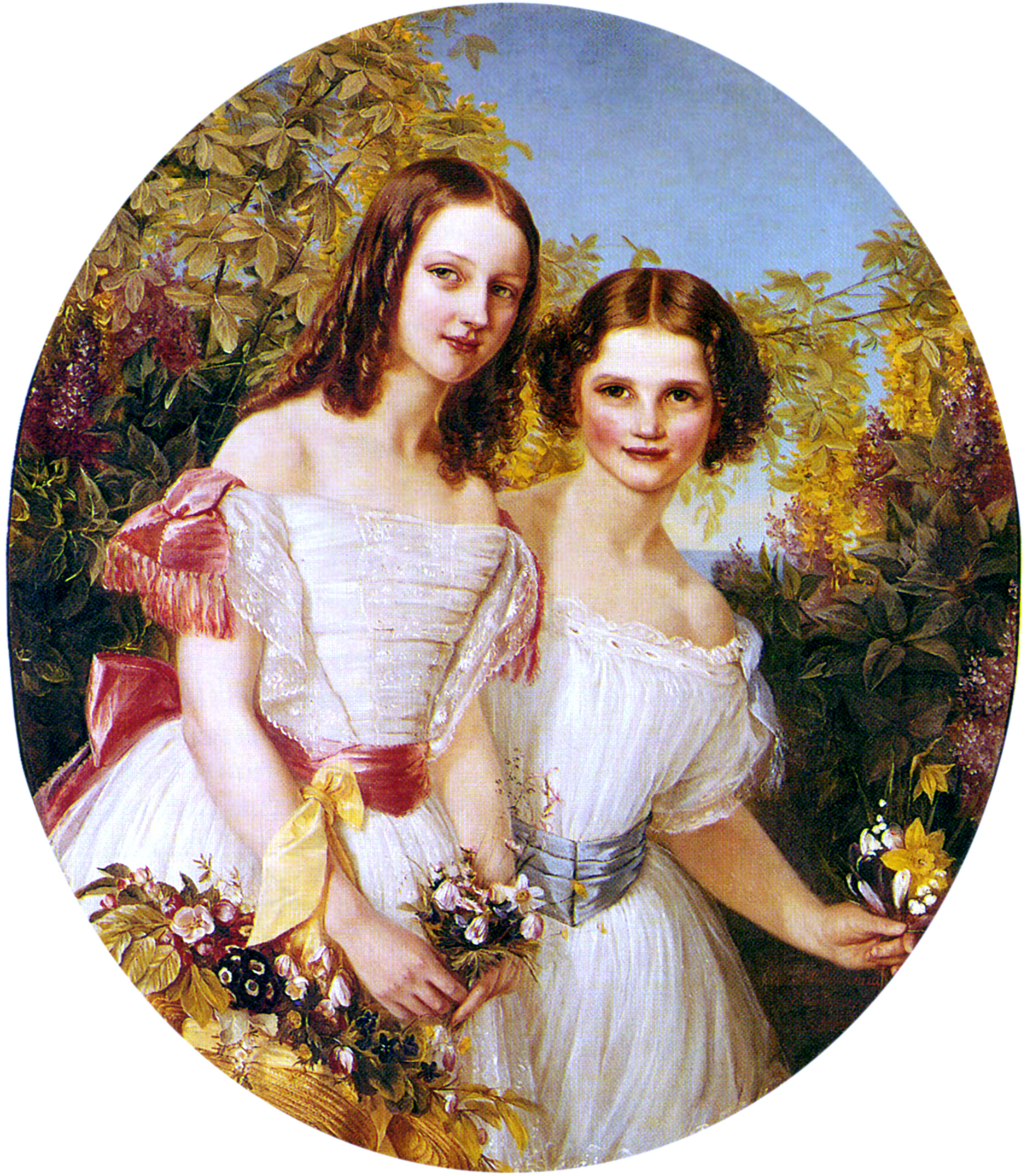
Alexandra (esquerda), quando criança, com a sua irmã Dagmar

A princesa Alexandra Carolina Maria Carlota Luísa Júlia ou Alix, como a família mais chegada lhe chamava, nasceu no Palácio Amarelo, um palacete citadino do século XVIII localizado ao lado do Palácio de Amalienborg em Copenhaga. O seu pai era o príncipe Cristiano de Eslésvico-Holsácia-Sonderburgo-Glucksburgo e a sua mãe a princesa Luísa de Hesse-Cassel. Apesar de ter sangue real, a sua família vivia uma vida relativamente normal. Não eram muito ricos, o rendimento do seu pai vinha da comissão no exército e era de oitocentas libras por ano e viviam numa casa emprestada pela coroa dinamarquesa. Por vezes o escritor Hans Christian Andersen era convidado ao palácio para ler histórias às crianças antes de elas irem dormir.

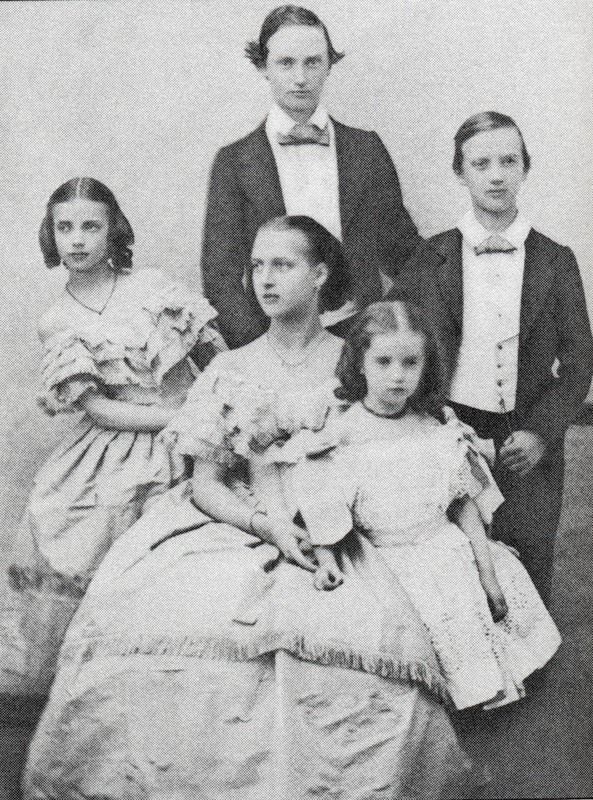
Alexandra da Dinamarca (sentada ao centro) com os irmãos, Dagmar, Frederico, Tira e Jorge, em 1858

Em 1848, o rei Cristiano VIII da Dinamarca morreu e o seu único filho, Frederico, subiu ao trono. Frederico não tinha filhos apesar de se ter casado duas vezes, pelo que se assumia que fosse infértil. Iniciou-se então uma crise de sucessão, visto que Frederico reinava tanto na Dinamarca como nos ducados de Eslésvico-Holsácia e estes tinham leis de sucessão distintas. Em Holsácia, a lei sálica impedia que o trono fosse herdado através da linha de sucessão feminina enquanto que na Dinamarca não havia qualquer impedimento nesse sentido. Holsácia, sendo um ducado predominantemente alemão, queria a independência e pediu ajuda à Prússia. Em 1852, as grandes potências convocaram uma conferência em Londres para discutir a sucessão dinamarquesa. Foi assinado um tratado de paz pouco seguro que inclua a garantia de que Cristiano seria o herdeiro de Frederico e que todos os outros membros da família real dinamarquesa que tivessem direitos de sucessão teriam de desistir deles.
O príncipe Cristiano recebeu o título de príncipe da Dinamarca e a sua família mudou-se para uma nova residência oficial, o Palácio de Bernstorff. Apesar do estatuto da família ter aumentado, houve pouca diferença nos seus rendimentos e não frequentavam a corte em Copenhaga, visto que os pais de Alexandra se recusavam a conhecer a terceira esposa e antiga amante do rei Frederico, Louise Rasmussen, por esta ter um filho ilegítimo do seu antigo amante. Alexandra partilhava um quarto no sótão com a sua irmã mais nova, Dagmar, que depois se tornaria imperatriz da Rússia, fazia as suas próprias roupas e punha a mesa com a ajuda das suas irmãs. Foi em Bernstorff que Alexandra se tornou uma jovem mulher, aprendendo a falar inglês com aulas de um capelão britânico e teve a sua cerimónia de confirmação no Palácio de Christiansborg. Alexandra sempre foi muito religiosa e continuaria a sê-lo por toda a sua vida, preferindo a doutrina litúrgica mais conservadora. Alexandra teve aulas de natação na companhia da sua irmã Dagmar dadas pela sueca Nancy Edberg, uma pioneira na natação feminina.

## Casamento e família
A Rainha Vitória e o seu marido, o Príncipe Alberto, estavam à procura de uma noiva para o seu filho e herdeiro, Alberto Eduardo, Príncipe de Gales. Tinham feito uma lista de princesas disponíveis com a ajuda da sua filha, a Princesa Vitória da Prússia, e procuravam a candidata ideal. Alexandra não foi a sua primeira escolha, visto que os dinamarqueses estavam de costas voltadas para os prussianos e por extensão para todos os estados germânicos por causa da questão de Eslésvico-Holsácia e a grande maioria dos parentes da família real britânica eram ou tinham origens germânicas. Contudo, depois de Eduardo ter rejeitado todas as outras candidatas da lista, o casal acabou por decidir que ela era "a única que pode ser escolhida".
Em 24 de setembro de 1861, a Princesa Vitória apresentou o seu irmão Eduardo a Alexandra em Speyer, mas só um ano depois, em 9 de setembro de 1862, depois do seu caso com Nellie Clifden e a morte do Príncipe Alberto, é que Eduardo pediu Alexandra em casamento no Castelo Real de Laeken, casa do seu tio-avô Leopoldo I da Bélgica.

A chegada de Alexandra ao Reino Unido, em 1863

Alguns meses depois, Alexandra viajou para o Reino Unido a bordo do iate real Victoria and Alber II e chegou a Gravesend, Kent, em 7 de março de 1863. Sir Arthur Sullivan compôs uma música para a sua chegada e Alfred Tennyson, poeta laureado, escreveu um ode em honra de Alexandra:
| “ | Sea King's daughter from over the sea, Alexandra! Saxon and Norman and Dane are we, But all of us Danes in our welcome of thee, Alexandra! — A Welcome to Alexandra, Alfred Tennyson | ” |

Alexandra e Eduardo casaram-se em 10 de março de 1863 na Capela de São Jorge no Castelo de Windsor, sendo a cerimônia celebrada pelo Arcebispo da Cantuária, Thomas Longley. A escolha da igreja foi criticada pela impressa, (por se localizar fora de Londres, a maioria dos habitantes não pôde assistir ao espectáculo), pelos convidados (era um local de difícil acesso e demasiado pequeno, além do fato de muitos membros de famílias reais europeias que esperavam ser convidados não o serem) e pelos dinamarqueses, visto que apenas a família mais chegada de Alexandra foi convidada. A Corte ainda estava de luto pelo príncipe Alberto, por isso as senhoras convidadas só puderam vestir-se de cinzento, lilás ou malva. À medida que o casal deixava Windsor para a sua lua-de-mel na Casa Osborne, na ilha de Wight, foram aclamados pelos alunos de Eton College que ficava perto. Entre eles encontrava-se lorde Randolph Churchill.
No final do ano seguinte, o pai de Alexandra tinha ascendido ao trono da Dinamarca, seu irmão Jorge tinha-se tornado Rei da Grécia, sua irmã Dagmar ficou noiva do Czarevich da Rússia e Alexandra tinha dado à luz o seu primeiro filho. A ascensão do seu pai ao trono deu início a mais conflitos sobre o destino de Eslésvico-Holsácia. A Confederação Alemã conseguiu invadir a Dinamarca com sucesso, reduzindo a área do país em dois quintos. Para grande irritação da Rainha Vitória e da Princesa Herdeira da Prússia, Alexandra e Eduardo apoiaram os dinamarqueses durante a guerra. A conquista prussiana de antigas terras dinamarquesas ajudou a aumentar seu ódio natural por alemães, um sentimento que duraria por toda a vida.
O primeiro filho de Alexandra, o príncipe Alberto Vítor, nasceu dois meses antes do previsto, no início de 1864. Alexandra era muito dedicada aos seus filhos: "Não havia momento em que ela estivesse tão feliz como quando podia correr para o quarto das crianças, vestir uma camisa de flanela, dar banho aos filhos e vê-los adormecer nas suas caminhas." Eduardo e Alexandra tiveram seis filhos ao todo: Alberto Vitor, Jorge, Luísa, Vitória, Maud e Alexandre João. Aparentemente todos eles nasceram antes do tempo, mas o biógrafo Richard Hough defende que Alexandra teria dado as datas erradas à rainha Vitória deliberadamente para que ela não estivesse presente durante os partos. Durante o nascimento da sua filha Luísa em 1867, houve complicações no parto quando Alexandra adoeceu com febre reumática, algo que lhe ameaçou a vida e a deixou permanentemente coxa.
Em público, Alexandra era digna e encantadora, em privado, afetuosa e alegre. Gostava de praticar muitas atividades, incluindo a dança e a patinagem no gelo, mas também era uma amazona experiente. Também gostava de caçar, algo que incomodava a rainha Vitória que lhe pediu para parar, mas sem qualquer sucesso. Mesmo depois do nascimento do seu primeiro filho, Alexandra continuou a socializar tanto como antes, o que levou a algum conflito entre ela e a rainha que foi alimentado pelo seu ódio pela Prússia.

## Princesa de Gales

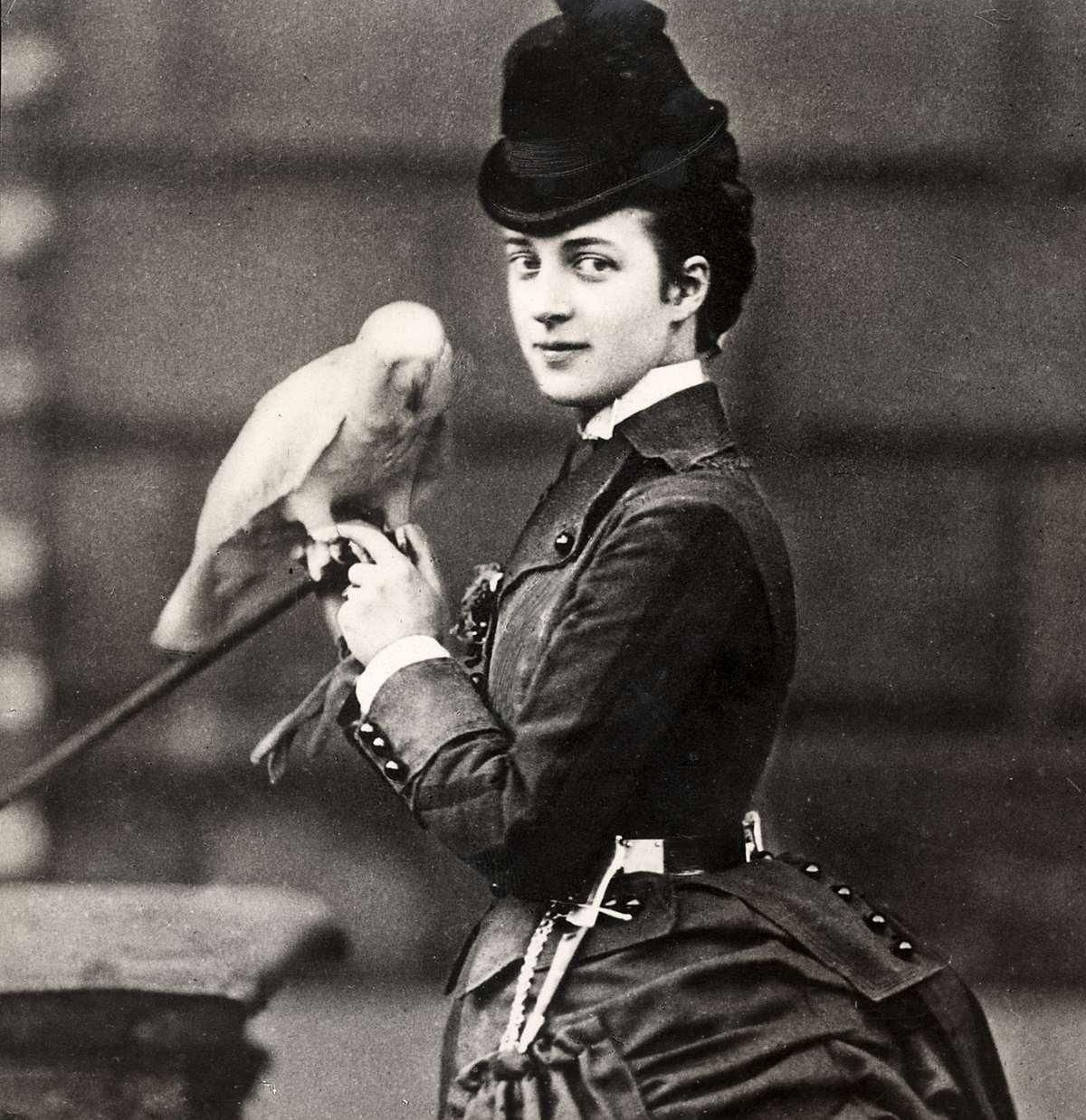
A Princesa de Gales em 1872

Alexandra e Eduardo visitaram a Irlanda em abril de 1868. Depois da doença que a tinha afetado no ano anterior, Alexandra tinha começado a caminhar pouco antes sem a ajuda de duas bengalas e já estava grávida do seu quarto filho. O casal real iniciou uma viagem pela Áustria, o Egito e a Grécia que durou entre 1868 e 1869, incluindo visitas ao seu irmão, o rei Jorge I da Grécia, aos campos de batalha da Crimeia e, só no caso de Alexandra, ao harém de Ismail Paxá. No Império Otomano, a Princesa de Gales tornou-se a primeira mulher a jantar na companhia do sultão Abdulazize.

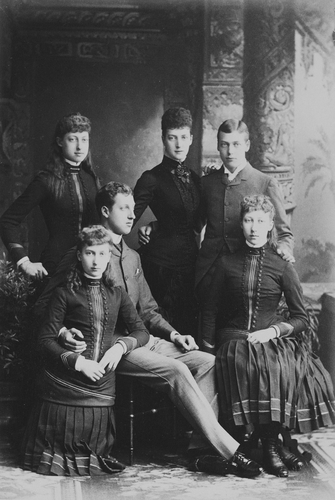
Alexandra com filhos em 1883

Eduardo e Alexandra fizeram da Casa Sandringham a sua residência principal, tendo a Casa Marlborough como sua residência londrina. Vários biógrafos concordam que o seu casamento foi, em vários aspectos, feliz, mas alguns afirmam que Eduardo não dava tanta atenção à esposa quanto ela gostaria e que isso fez com que, à medida que o tempo passava, os dois se fossem afastando, pelo menos até Eduardo sofrer um ataque de febre tifóide (a doença que se pensa que teria matado o pai) em finais de 1871, que fez com que o casal se reconciliasse. Esta ideia é, no entanto, negada por outros que mostram as frequentes gravidezes de Alexandra e cartas da família como provas de que nunca existiu qualquer zanga grave. Apesar de tudo, Eduardo foi duramente criticado por vários setores da sociedade pela sua aparente falta de interesse quando a esposa estava gravemente doente devido ao ataque de febre reumática. Ao longo de todo o casamento, Eduardo continuou a ter casos amorosos com várias mulheres, entre elas a atriz Lillie Langtry, Daisy Greville, Condessa de Warwick, a humanitária Agnes Keyser e a matriarca de sociedade Alice Keppel. A maioria destes casos amorosos aconteceu com o conhecimento de Alexandra que mais tarde permitira a presença de Alice Keppel no leito de morte do rei. Por seu lado, Alexandra manteve-se fiel ao longo de todo o casamento.
Ao longo dos anos, Alexandra começou a ficar cada vez mais surda devido a um problema de otosclerose hereditária, algo que a levou a isolar-se da sociedade, passando a dedicar todo o seu tempo aos filhos e aos seus animais de estimação. A sua sexta e última gravidez acabou em tragédia quando o seu filho bebé morreu apenas um dia depois de nascer. Apesar de Alexandra implorar por privacidade, a rainha Vitória insistiu em anunciar um período de luto na corte que levou a comentários desagradáveis por parte de alguns membros da imprensa que descreveram a criança como "um aborto lamentável" e os preparatórios do funeral como "uma triste palhaçada".
Durante oito meses entre 1875 e 1876, o Príncipe de Gales esteve ausente da Grã-Bretanha quando foi viajar pela Índia, deixando Alexandra para trás, algo que a entristeceu. O príncipe tinha planeado formar um grupo de viagem inteiramente masculino e tinha todas as intenções de passar a maior parte da viagem a caçar e a praticar tiro ao alvo. Durante esta viagem, um dos amigos que o acompanhava, lorde Aylesford, soube que a sua esposa o ia trocar por outro homem, lorde Blandford, que também era casado. Aylesford ficou horrorizado e decidiu avançar com o divórcio. Entretanto, o irmão de lorde Blandford, lorde Randolph Churchill, conseguiu convencer os amantes a não fugir. Agora preocupada com a hipótese de um divórcio, lady Aylesford tentou convencer o marido a não avançar com o pedido, mas ele estava decidido e recusou-se a reconsiderar a sua decisão. Numa tentativa de fazer o marido desistir do divórcio, lady Aylesford e lorde Randolph Churchull chamaram Alexandra e disseram-lhe que se o divórcio prosseguisse, iriam intimidar o seu marido a testemunhar no julgamento e, assim, envolvê-lo no escândalo. Preocupada com as ameaças e seguindo o conselho de sir William Knollys e da Duquesa de Teck, Alexandra informou a rainha que depois escreveu ao Príncipe de Gales. O príncipe ficou furioso. Eventualmente os Blandfords e os Aylesfords separaram-se em privado. Apesar de Randolph Churchill ter depois pedido desculpa, Eduardo não lhe falou durante muitos anos.

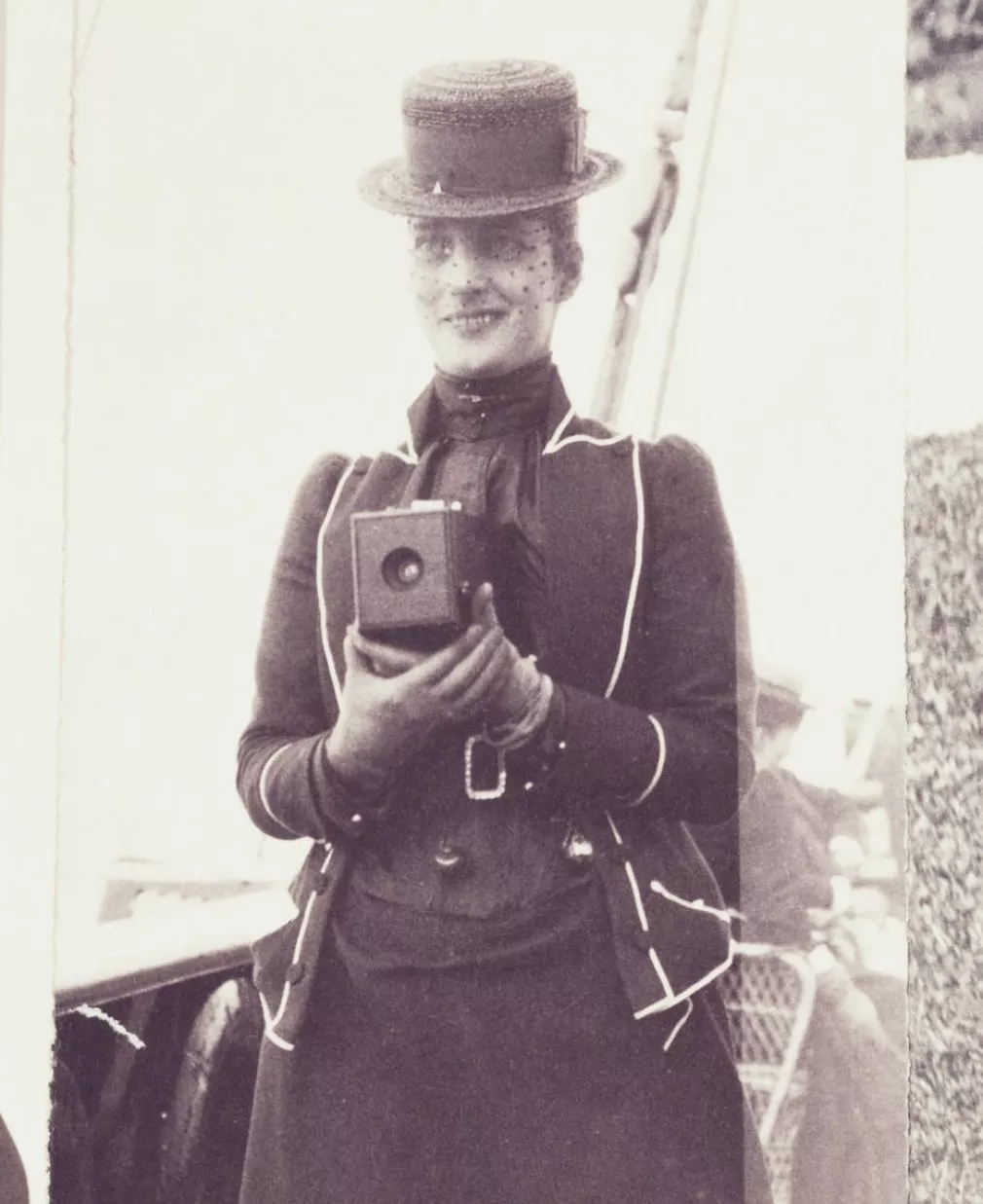
A Princesa de Gales com sua câmera, c. 1889. Alexandra era uma entusiasmada fotógrafa amadora

Alexandra passou a primavera de 1877 na Grécia a recuperar de um longo período de fraca saúde, aproveitando para visitar o irmão Jorge. Durante a Guerra Russo-Turca, Alexandra estava claramente contra o Império Otomano e a favor da Rússia, onde a sua irmã vivia e era casada com o czarevich e promoveu a revisão da fronteira entre a Grécia e o Império Otomano a favor dos gregos. Alexandra e os seus dois filhos passaram os três anos seguintes praticamente afastados, visto que os rapazes foram enviados num cruzeiro por todo o mundo como parte da sua educação naval. A despedida foi muito emocional e, como mostram as cartas frequentes, Alexandra sentiu muito a falta deles. Em 1881, Alexandra e Eduardo foram até São Petersburgo após o assassinato do czar Alexandre II da Rússia, tanto para representar o Reino Unido como para Alexandra reconfortar a sua irmã que se tinha tornado czarina da noite para o dia.
Alexandra tinha muitos deveres públicos, nas palavras da rainha Vitória, "para me poupar do esforço e fatiga das funções. Ela abre bazares, está presente em concertos, visita hospitais em meu lugar (...) não só nunca se queixa como se esforça para provar que gosta daquilo que, para outros, seria um dever fastidioso." Interessava-se principalmente pelo Hospital de Londres que visitava regularmente. Joseph Merrick, o chamado "Homem-Elefante", foi um dos pacientes que a conheceu. As multidões tinham o costume de aclamar Alexandra vigorosamente, mas durante uma visita à Irlanda em 1885, sofreu um raro momento de hostilidade publica quando visitou a cidade de Cork, um centro do movimento nacionalismo irlandês. A princesa e o marido foram vaiados por uma multidão de duas ou três mil pessoas que seguravam paus e bandeiras negras. Alexandra sorriu durante todo o momento, algo que a imprensa elogiou, descrevendo a multidão como "entusiasta". Durante a mesma visita recebeu um doutoramento em música da Trinity College em Dublin.
A morte do seu filho mais velho, o príncipe Alberto Vítor, em 1892, foi um duro golpe para Alexandra e o seu quarto foi mantido exatamente como ele o tinha deixado, tal como o do príncipe Alberto em 1861. Sobre a morte do filho, Alexandra disse: "Enterrei o meu anjo e, com ele, enterrei a minha felicidade." Cartas que sobreviveram entre Alexandra e os seus filhos mostram que havia grande afeto entre eles. Em 1894, o seu cunhado, o czar Alexandre III da Rússia, morreu e o seu sobrinho Nicolau II subiu ao trono. A irmã viúva de Alexandra apoiou-se muito nela. Alexandra dormiu, rezou e ficou junto da irmã nas duas semanas que se seguiram até Alexandre ser enterrado.

## Rainha Alexandra

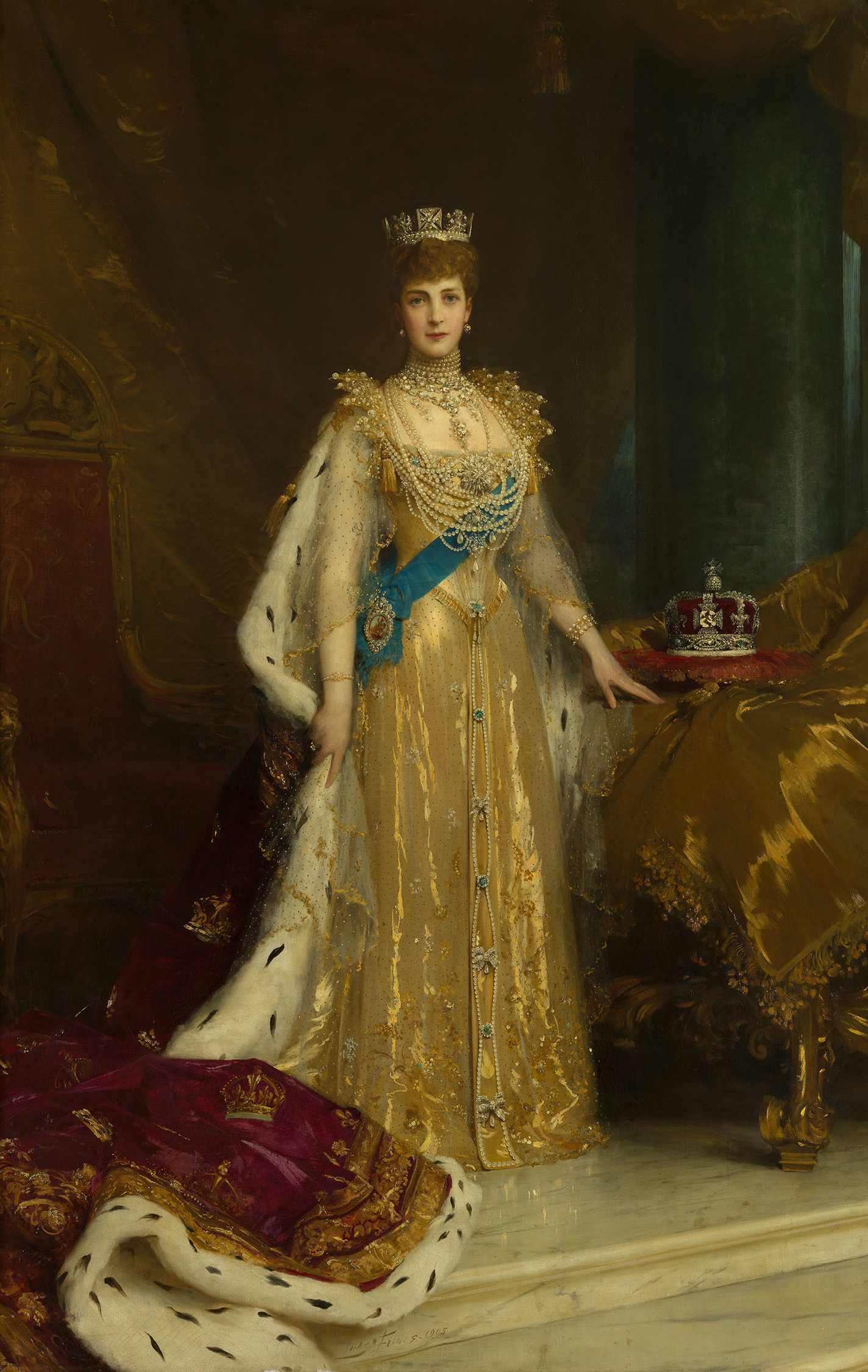
Retrato de coroação por Luke Fildes, 1902

Com a morte da sua sogra, a rainha Vitória, em 1901, Alexandra tornou-se rainha-imperatriz consorte do novo rei. Dois meses depois, o seu filho Jorge e a nora Maria partiram para uma longa viagem por todo o império, deixando os seus três filhos ainda muito novos ao cuidado de Alexandra e Eduardo que adorava os seus netos. Quando Jorge regressou, as preparações para a coroação de Eduardo e da esposa já estavam bem encaminhadas. Contudo, apenas alguns dias antes da data marcada para a cerimónia, em junho de 1902, Eduardo ficou gravemente doente devido a um abcesso no apêndice ou apendicite. Alexandra representou-o numa parada militar e esteve presente nas corridas de cavalo em Ascot sem ele, numa tentativa de evitar alarme público. Eventualmente, a coroação teve de ser adiada e Eduardo foi operado pelo doutor Frederick Treves do Hospital de Londres para retirar o apêndice infectado. Após a sua recuperação, foi coroado juntamente com Alexandra em agosto do mesmo ano, ele pelo Arcebispo da Cantuária, Frederick Temple, e ela pelo Arcebispo de Iorque, William Dalrymple Maclagan.
Apesar de ser agora rainha, os deveres de Alexandra pouco mudaram e manteve muito da sua velha rotina. A camareira de Alexandra, Charlotte Knollys, prestou serviço a Alexandra com grande lealdade durante muitos anos. Em 10 de dezembro de 1903, Charlotte, filha de sir William Knollys, acordou com o quarto cheio de fumo. Acordou Alexandra e levou-a para um lugar seguro. Nas palavras da grã-duquesa Augusta de Mecklemburgo-Strelitz: "Temos de agradecer principalmente à velha Charlotte porque na verdade foi ela que salvou a vida da Alexandra."
Alexandra voltou a tomar conta dos netos quando Jorge e Maria foram viajar pela segunda vez pelo império, desta vez até a Índia inverno de 1905-1906. O seu pai, o rei Cristiano IX, morreu nesse mês de janeiro. Ansiosa para manter os laços da família intactos, em 1907, Alexandra e a irmã Maria compraram uma casa de verão a norte de Copenhaga, em Hvidøre, como local de refúgio privado.
Os biógrafos concordam que foi negado o acesso de Alexandra aos papéis do rei e que a rainha foi excluída de algumas das viagens ao estrangeiro do rei para impedir que ela interferisse em assuntos diplomáticos. A rainha desconfiava profundamente de alemães e opunha-se sempre a qualquer decisão que favorecesse os interesses ou a expansão da Alemanha. Por exemplo, em 1890, escreveu e distribuiu um memorandum entre os principais ministros e militares britânicos mostrando-se contra a troca da ilha britânica de Heligolândia pela colônia alemã de Zanzibar, chamando atenção para a importância estratégica de Heligolândia e que esta podia ser utilizada pela Alemanha para lançar um ataque ou pela Grã-Bretanha para evitar hostilidades alemãs. Apesar dos apelos da rainha, a troca avançou. Os alemães fortificaram a ilha e, nas palavras de Robert Ensor e como Alexandra tinha previsto, tornou-se "a joia da coroa da posição marítima alemã, tanto para o ataque como para a defesa". O Frankfurter Zeitung não escondeu a sua condenação de Alexandra e da sua irmã Maria, afirmando que o par era "o centro da conspiração anti-alemã internacional". Alexandra odiava e desconfiava profundamente do seu sobrinho, o kaiser Guilherme II da Alemanha, acusando-o em 1900 de ser "no fundo, o nosso inimigo".

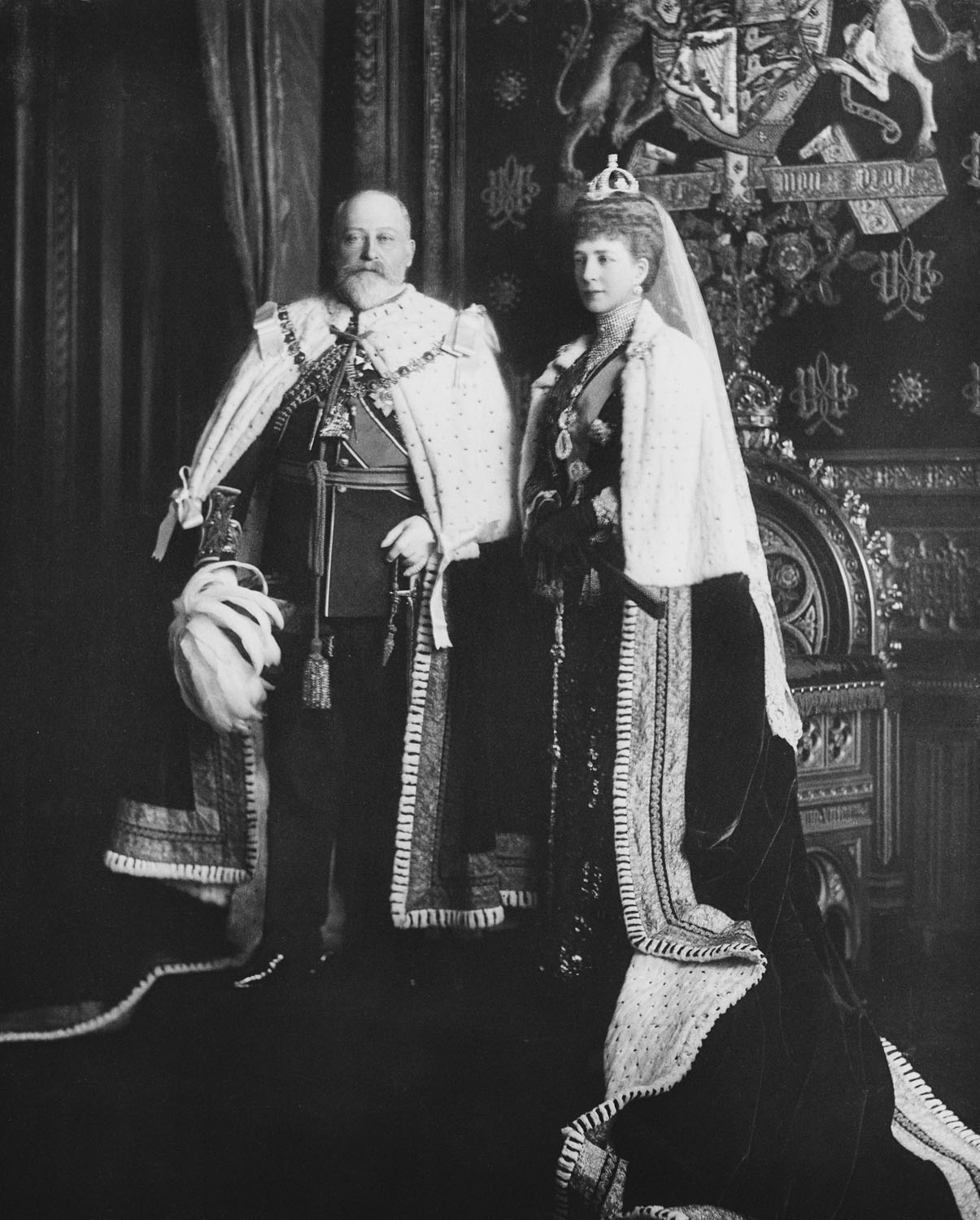
Eduardo e Alexandra na cerimônia de abertura do parlamento de 1910

Em 1910, Alexandra tornou-se a primeira rainha-consorte a visitar a Câmara dos Comuns durante um debate. Distinguindo-se profundamente da sua antecessora, a rainha permaneceu sentada na Galeria das Damas durante duas horas, observando atentamente a discussão de uma lei no parlamento que tinha como objetivo reformar o papel da Câmara dos Lordes. Em privado, a rainha não concordava com a lei. Pouco depois, Alexandra deixou a Inglaterra para visitar o seu irmão Jorge em Corfu. Enquanto lá estava recebeu a notícia de que o rei Eduardo estava gravemente doente, regressando imediatamente a casa. Chegou um dia antes do marido morrer. Nas suas últimas horas de vida, foi Alexandra quem lhe administrou oxigênio através de um cilindro de gás para o ajudar a respirar. Disse a Frederick Ponsonby: "Sinto-me como se fosse feita de pedra, não consigo chorar, não consigo digerir tudo o que está a acontecer." Mais tarde nesse ano, Alexandra mudou-se do Palácio de Buckingham para a Casa Marlborough, mas manteve a sua casa em Sandringham. O novo rei, o filho de Alexandra, conseguiu obter uma decisão do parlamento sobre a lei da Câmara dos Pares pouco depois. Apesar das suas opiniões pessoais, Alexandra apoiou a decisão do filho de forçar o parlamento a aprovar a lei a pedido do primeiro-ministro, mas foi contra a vontade da Câmara dos Pares quando o partido reformista venceu as eleições para a Câmara dos Comuns.

#### Visita a Portugal

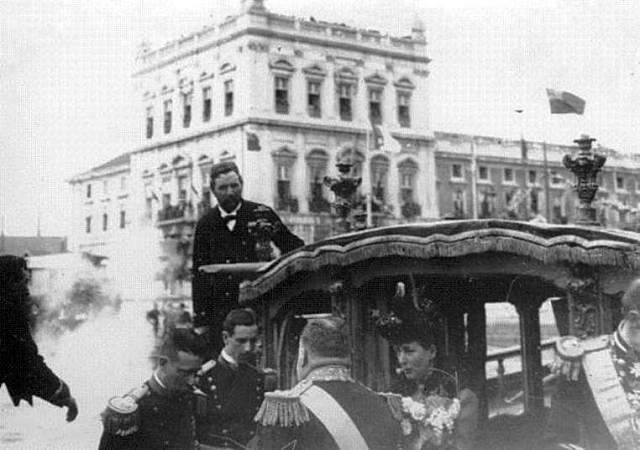
A rainha Alexandra no Terreiro do Paço, em Lisboa

A rainha Alexandra visitou oficialmente Portugal desembarcando em Lisboa a 22 de março de 1905. A visita aconteceu para retribuir a viagem que o rei D. Carlos e a rainha D. Amélia tinham feito a Inglaterra em finais de 1904. Alexandra chegou acompanhada das suas filhas, a princesa Vitória e a princesa Maud e do genro, o príncipe Carlos da Dinamarca (futuro rei Haakon VII da Noruega). Devido ao fraco estado de saúde da princesa Vitória, Alexandra desembarcou no Terreiro do Paço apenas na companhia do seu cunhado e foi recebida pela rainha Dona Amélia e pela rainha-mãe, Dona Maria Pia e os dois ficaram instalados no Palácio das Necessidades. Na manhã seguinte, o futuro rei da Noruega passeou pela cidade como cidadão comum e não foi reconhecido. A princesa Vitória já se encontrava melhor de saúde, por isso também desembarcou nessa manhã na companhia da irmã Maud e foram recebidas pelo rei D. Carlos. As princesas tiveram uma estadia de apenas algumas horas em Lisboa onde conheceram os filhos do rei no Palácio das Necessidades antes de regressaram ao iate Victoria & Albert.
Além de Lisboa, a rainha Alexandra também visitou Sintra na companhia do seu genro, onde esteve presente num almoço oferecido pela rainha Dona Maria Pia no paço real a 24 de março e deixou o país no mesmo dia.

### Rainha Mãe

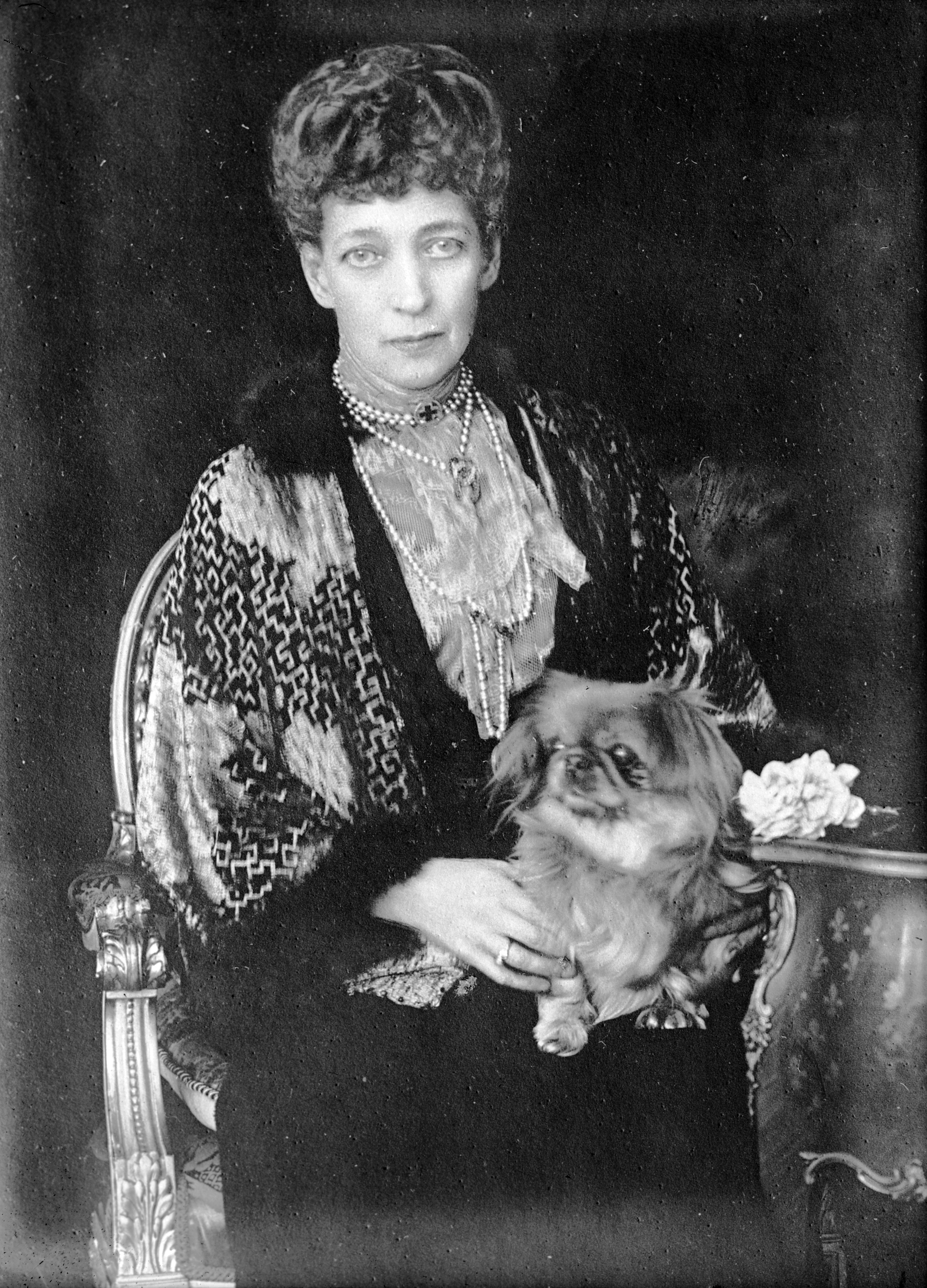
Alexandra em 1923, dois anos antes da sua morte

Alexandra não esteve presente na coroação do filho Jorge V em 1911, visto não ser costume uma rainha coroada estar presente na coroação de outro rei ou rainha, mas mesmo assim continuou com as suas funções públicas, dedicando muito do seu tempo a obras caritativas. Uma dessas obras era a Alexandra Rose Day, onde eram feitas rosas artificiais por pessoas com incapacidades que eram depois vendidas por voluntárias para ajudar hospitais. Durante a Primeira Guerra Mundial, foi muito criticado o costume de colocar faixas de príncipes estrangeiros a quem tinha sido investida a Ordem da Jarreteira na Capela de St. George, já que os membros alemães da ordem estavam a lutar contra a Grã-Bretanha. Alexandra juntou-se ao coro de críticas, afirmando que era necessário "fazer desaparecer aquelas faixas alemãs desprezíveis." Apesar disso, Alexandra compreendia que as faixas da casa de Hesse deveriam ser mantidas, uma vez que mantinha uma boa relação com seus parentes hessianos, os quais considerava "simplesmente vassalos sob as ordens daquele brutal imperador alemão". Em 17 de setembro de 1916, Alexandra estava em Sandringham quando houve um ataque aéreo de um Zeppelin, mas o destino foi muito mais cruel para outros membros da sua família. Na Rússia, o seu sobrinho Nicolau II foi deposto e, juntamente com a sua esposa e filhos, assassinado pelos revolucionários. A sua irmã Maria foi retirada da Rússia pelo navio de guerra britânico HMS Marlborough em 1919 e viveu em Inglaterra com Alexandra durante algum tempo.
Alexandra manteve uma aparência jovem durante os seus primeiros anos de velhice, mas durante a guerra começou a envelhecer rapidamente. Começou a usar véus elaborados e muita maquilhagem que, segundo os boatos da altura, faziam com que o seu rosto se assemelhasse “a esmalte”. Não voltou a viajar para o estrangeiro e começou a ficar cada vez mais debilitada. Em 1920, uma veia do seu olho rebentou, deixando-a temporariamente parcialmente cega. Nos seus últimos tempos de vida, começou a perder a memória e a fala. Morreu em 20 de novembro de 1925 em Sandringham de ataque cardíaco e foi enterrada numa sepultura elaborada ao lado do seu marido na Capela de São Jorge no Castelo de Windsor.

## Legado
Depois de Alexandra se ter casado com o Príncipe de Gales em 1863, foi construído um novo parque e um Palácio do Povo, uma grande exposição pública de artes numa colina com vista para o norte de Londres que foi rebatizada de Palácio de Alexandra e parque de Alexandra em sua homenagem.

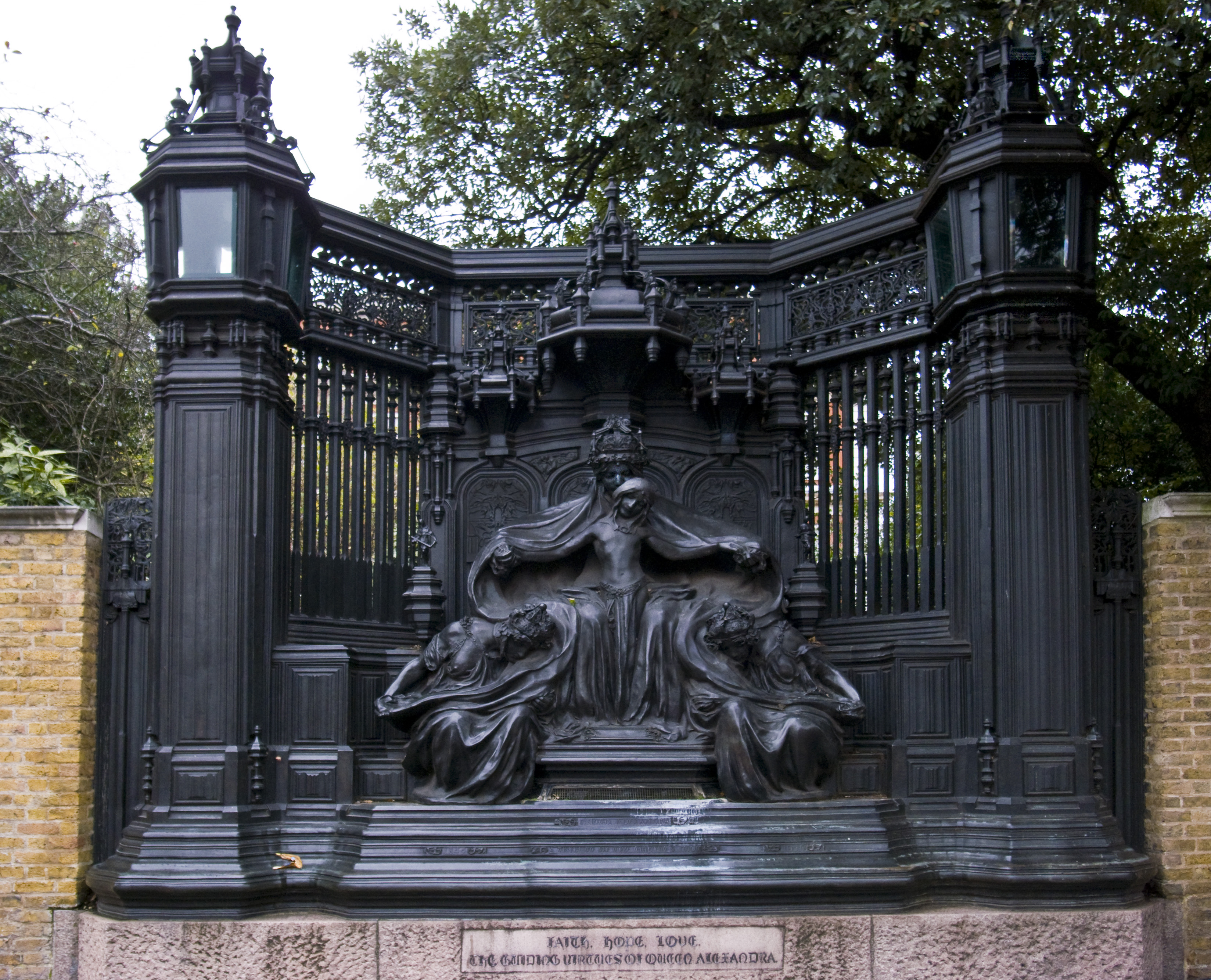
Memorial a Alexandra em frente ao Palácio de St. James

O Memorial da Rainha Alexandra de Alfred Gilbert foi inaugurado no Alexandra Rose Day em 8 de junho de 1932, junto a Marlborough Gate, em Londres. Uma ode em sua memória intitulada “So Many True Princesses Who Have Gone”, composta por sir Edward Elgar, com letra do poeta laureado John Masefield, foi cantada durante a inauguração.
Alexandra era muito amada pelo povo inglês. Ao contrário do marido e sogra, nunca foi criticada pela imprensa. Com os fundos que ajudou a recolher, foi comprada uma lancha fluvial para transportar os soldados feridos durante a campanha do Sudão, e para criar um navio-hospital chamado The Princess of Wales para transportar os feridos da Segunda Guerra dos Bôeres.
Alexandra percebia pouco de dinheiro. As suas finanças eram geridas por sir Dighton Probyn VC, que desempenhava a mesma função para o seu marido. Nas palavras do seu neto, o futuro rei Eduardo VIII, "a sua generosidade embaraçava os seus conselheiros financeiros. Sempre que recebia uma carta a pedir dinheiro, mandava imediatamente um cheque na carta seguinte, independentemente da autenticidade do pedido ou sequer investigando o caso.” Apesar de nem sempre se mostrar extravagante (mandava sempre remendar as suas meias velhas para voltarem a ser usadas e os vestidos que deixassem de servir passavam a ser cobertas para mobília), nunca prestava atenção aos avisos de que estava a gastar demasiado, dispensando quem os fizesse com um aceno da mão ou dizendo que não os tinha percebido.
Alexandra escondia uma pequena cicatriz que tinha no pescoço e que provavelmente tinha ganho durante uma operação que fez quando criança, usando colares grossos e golas altas, acabando por criar uma moda que foi copiada durante quase cinquenta anos. A influência que a rainha teve na moda foi tão profunda que as senhoras de sociedade até passaram a usar bengalas depois da doença grave que deixou Alexandra coxa em 1867. Visitava principalmente as modistas londrinas, sendo a sua favorita a Redfern, mas também fazia compras ocasionalmente em Doucet na Fromont de Paris.
Alexandra já foi representada em várias séries de televisão britânicas, primeiro por Deborah Grant e Helen Ryan em Edward the Seventh, depois por Ann Firbank em Lillie, Maggie Smith em All King’s Men e Bibi Andersson em The Lost Prince. Helen Ryan também a interpretou no filme The Elephant Man de 1980. No mesmo ano, numa peça de teatro de Royce Ryton intitulada Motherdear foi interpretada por Margaret Lockwood.

## Títulos, estilos, honras e brasão

### Títulos e estilos
- 1 de dezembro de 1844 – 31 de julho de 1853: "Sua Alteza, a Princesa Alexandra de Eslésvico-Holsácia-Sonderburgo-Glucksburgo"
- 31 de julho de 1853 – 21 de dezembro de 1858: "Sua Alteza, a Princesa Alexandra da Dinamarca"
- 21 de dezembro de 1858 – 10 de março de 1863: "Sua Alteza Real, a Princesa Alexandra da Dinamarca"
- 10 de março de 1863 – 22 de janeiro de 1901: Sua Alteza Real, a Duquesa da Cornualha
  - Na Escócia: Sua Alteza Real, a Duquesa de Rothesay
- 10 de março de 1863 – 22 de janeiro de 1901: "Sua Alteza Real, a Princesa de Gales"
- 22 de janeiro de 1901 – 6 de maio de 1910: "Sua Majestade, a Rainha"
  - Na Índia: "Sua Majestade Imperial, a Rainha-Imperatriz"
- 6 de maio de 1910 – 20 de novembro de 1925: "Sua Majestade, a Rainha Alexandra"

### Honras
Em 1901, Alexandra se tornou a primeira mulher desde 1488 a ser feita uma Dama da Jarreteira. Outras honras conferidas a ela incluem Membro de Primeira Classe da Real Ordem de Vitória e Alberto, Dama da Imperial Ordem da Coroa da Índia e Dama da Justiça da Venerável Ordem de São João de Jerusalém.

### Brasão
O brasão de armas de Alexandra como rainha consorte era o Brasão real de armas do Reino Unido de seu marido com o brasão de armas da Dinamarca de seu pai, o rei Cristiano IX da Dinamarca. O escudo é encimado pela coroa imperial e apoiado pelo leão da Inglaterra e o homem bárbaro da Dinamarca.
| Brasão de Alexandra, como Princesa de Gales | Brasão de Alexandra, como Rainha consorte |

## Descendência

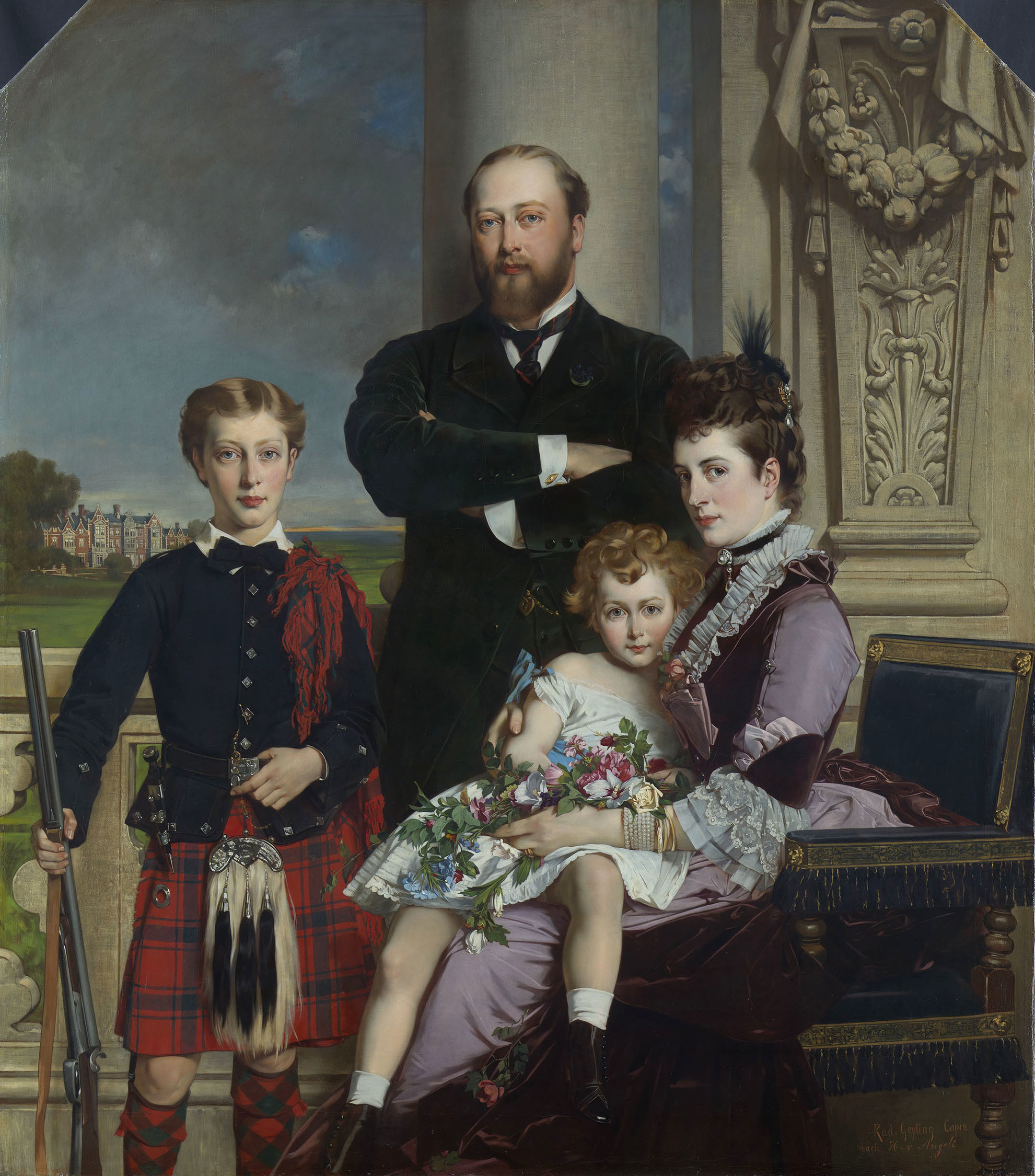
A Família de Alberto Eduardo, Príncipe de Gales (futuro Rei Eduardo VII) em 1876 por Heinrich von Angeli na Royal Collection. Da esquerda para a direita: o príncipe Alberto Vitor e o Príncipe de Gales e a princesa Maud com a Princesa de Gales.

| Nome              | Foto | Nascimento              | Falecimento            | Notas                                                           |
| ----------------- | ---- | ----------------------- | ---------------------- | --------------------------------------------------------------- |
| Alberto Vitor     |      | 8 de janeiro de 1864    | 14 de janeiro de 1892  | Não se casou, morreu aos 28 anos.                               |
| Jorge V           |      | 3 de junho de 1865      | 20 de janeiro de 1936  | Casado com Maria de Teck, com descendência.                     |
| Luísa             |      | 20 de fevereiro de 1867 | 4 de janeiro de 1931   | Casada com Alexandre Duff, 1.º Duque de Fife, com descendência. |
| Vitória Alexandra |      | 6 de julho de 1868      | 3 de dezembro de 1935  | Não se casou.                                                   |
| Maud              |      | 26 de novembro de 1869  | 20 de novembro de 1938 | Casada com Haakon VII da Noruega, com descendência.             |
| Alexandre João    |      | 6 de abril de 1871      | 7 de abril de 1871     | Nasceu prematuramente e morreu 24 horas depois.                 |